# Pričac - Lužani
Pričac - Lužani este o arie protejată (sit de importanță comunitară — SCI) din Croația întinsă pe o suprafață de 196,95 ha, integral pe uscat.

## Localizare
Centrul sitului Pričac - Lužani este situat la coordonatele 45°08′12″N 17°39′57″E / 45.136607°N 17.665921°E.

## Înființare
Situl Pričac - Lužani a fost declarat sit de importanță comunitară în iulie 2013 pentru a proteja 3 specii de animale.

## Biodiversitate
Situată în ecoregiunea continentală, aria protejată nu include niciun habitat protejat.
La baza desemnării sitului se află mai multe specii protejate de  nevertebrate (3): fluturele auriu (Euphydryas aurinia), fluturele flitirar (Euphydryas maturna), fluturele purpuriu (Lycaena dispar).